# П'єр — співробітник міліції
«П'єр — співробітник міліції» (груз. «პიერი მილიციის თანამშრომელი») — радянська грузинська чорно-біла лірична комедія 1965 року, режисера Давида Ронделі. 

## Сюжет
П'єр Челідзе, найкращий барабанщик міста, повертається з армії і стає на службу в міліцію. Над ним сміються друзі, засуджують родичі, кидає кохана Тіна, але П'єр непохитний і з честю виконуватиме першу доручену йому справу.

## У ролях
- Імеда Кахіані — П'єр Челідзе
- Давид Абашидзе — Тенгіз
- Лалі Месхі — Нані
- Сесилія Такайшвілі — Ліза
- Дінара Жоржоліані — Тіна
- Олександр Жоржоліані — старий
- В. Мегрелішвілі — перехожий
- Бухуті Закаріадзе — чоловік
- Іполит Хвічія — міліціонер
- К. Амаглобелі — Табагуа
- Малхаз Горгіладзе — Резо
- Леван Шенгелія — товстяк
- Вахтанг Нінуа — охоронник
- І. Маркаров — Чупа
- Абессалом Лорія — перукар
- Мераб Тавадзе — Анзорі
- Акакій Кванталіані — професор
- Карло Саканделідзе — Карло

## Знімальна група
- Режисер-постановник: Давид Ронделі
- Сценарист: Леван Челідзе
- Оператори: Абесалом Майсурадзе, Юрій Феднєв
- Композитор: Нугзар Вацадзе
- Художник-постановник: Кахабер Хуцишвілі
- Монтажер: Лариса Дігмелова
- Художник по костюмам: Шота Гоголашвілі
- Звукорежисери: Г. Беріяшвілі, Давит Ломідзе
- Диригент: Газіз Дугашев